# /dev/full
Nei sistemi operativi Unix e Unix-like, /dev/full (full device, dispositivo pieno) è un dispositivo virtuale che simula un dispositivo di archiviazione completamente pieno. Ogni tentativo di scrittura su questo dispositivo fallisce, restituendo l'errore ENOSPC ("No space left on device", ovvero "spazio esaurito sul dispositivo"), indipendentemente dalla quantità di dati che si tenta di scrivere. Le operazioni di lettura, invece, restituiscono una sequenza infinita di byte zero (0x00), similmente a quanto fa il dispositivo /dev/zero. 

## Utilizzo
/dev/full è comunemente utilizzato per testare il comportamento di programmi e processi in situazioni in cui il disco è pieno. Ad esempio, uno sviluppatore potrebbe utilizzarlo per verificare che il proprio programma gestisca correttamente gli errori di scrittura quando lo spazio su disco è insufficiente, impedendo così comportamenti imprevisti o crash del programma in caso di esaurimento dello spazio su disco reale. 
```
$ 
echo
 
"Ciao mondo."
 
>
 
/dev/full

bash: echo: write error: No space left on device

```

## Storia
Il supporto per il dispositivo sempre pieno in Linux è documentato già a partire dal 2007. Il suo supporto nativo è stato aggiunto a FreeBSD nella versione 11.0 nel 2016, anche se il sistema operativo in questione lo supportava già precedentemente tramite il modulo opzionale chiamato "lindev". Il dispositivo /dev/full è stato aggiunto in NetBSD 8.